# Вија Провинчале (Кротоне)
Вија Провинчале је насеље у Италији у округу Кротоне, региону Калабрија.
Према процени из 2011. у насељу је живело 200 становника. Насеље се налази на надморској висини од 45 м.